# Căzănești (gmina w okręgu Mehedinți)
Căzănești  – gmina w Rumunii, w okręgu Mehedinți. Obejmuje miejscowości Căzănești, Ercea, Gârbovățu de Sus, Govodarva, Ilovu, Jignița, Păltinișu, Poiana, Roșia, Severinești, Suharu i Valea Coșuștei. W 2011 roku liczyła 2303 mieszkańców.